# Атака на лагерь Шахин (2017)
Атака на лагерь Шахин произошла 21 апреля 2017 года: 10 боевиков группировки «Талибан» напали на штаб-квартиру 209-го корпуса Афганской национальной армии, расположенную рядом с городом Мазари-Шариф в провинции Балх. Число погибших однозначно не установлено: согласно официальному заявлению афганского правительства, 140 солдат были убиты и 160 ранены, афганское новостное агентство TOLOnews сообщало о 256 погибших, а талибы утверждают о 500 раненых и погибших.

## Атака
Воспользовавшись временем пятничной молитвы, десять боевиков «Талибана» в военной форме въехали на базу на двух пикапах. По сообщениям свидетелей, внешний КПП они прошли без сопротивления, на втором убили двоих охранников, а третий уничтожили противотанковыми гранатомётами. После этого боевики открыли огонь по солдатам, находившимся во время ужина в столовой, а также по военным, покидавшим мечеть.
Двое нападавших взорвали свои пояса смертников, наполненных взрывчаткой, в мечети, остальные восемь были убиты во время атаки.
По сообщениям талибов, четверо нападающих были солдатами 209-го корпуса и хорошо знали эту базу.

## Последствия
На следующий день базу посетил президент Ашраф Гани, губернатор Балха Атто Мухаммади Нур сообщил о начале расследования обстоятельств нападения.
Глава Министерства обороны Минобороны Абдулла Хан Хабиби и начальник штаба сухопутных войск Кадам Шах Шахим вынуждены были уйти в отставку. Военная коалиция под руководством НАТО направила на место инцидента своих представителей для инструктажа афганских военных.
По сведениям New York Times, в подготовке нападения участвовала Сеть Хаккани.